# 문제은행
문제은행 또는 문항은행은 시험 프로그램에 속하는 시험 문항과 해당 문항과 관련된 모든 정보를 보관하는 저장소이다. 대부분의 시험 및 평가에서 문항은 객관식 형식이지만, 어떤 형식이든 사용할 수 있다. 문항은 은행에서 추출되어 시험 양식에 할당되어 지필 시험 또는 전자 평가 형식으로 발표된다.

## 정보 유형
문제 은행에는 각 문항의 텍스트뿐만 아니라 시험 개발 및 문항의 심리 측정적 특성에 대한 광범위한 정보가 포함된다. 이러한 정보의 예는 다음과 같다.
- 문항 작성자
- 작성일
- 문항 상태(예: 신규, 시험, 활성, 종료)
- 앙고프 등급
- 정답
- 문항 형식
- 고전적 시험 이론 통계
- 문항 반응 이론 통계
- 시험 청사진과의 연계
- 문항 이력(예: 사용 날짜 및 리뷰)
- 사용자 정의 필드

## 문제 은행 소프트웨어
문제 은행 소프트웨어는 기본적으로 간단한 데이터베이스이므로 데이터베이스 소프트웨어나 마이크로소프트 엑셀과 같은 스프레드시트에 저장할 수 있다. 하지만 문항 관리용으로 특별히 설계된 수십 가지의 상용 소프트웨어 프로그램이 있다. 이러한 소프트웨어 프로그램은 평가와 관련된 이점을 제공한다. 예를 들어, 문항은 시험 응시자에게 보이는 그대로 컴퓨터 화면에 표시되며, 문항 반응 이론 매개변수는 문항 반응 함수 또는 정보 함수로 변환될 수 있다. 또한, 종이와 연필로 인쇄할 문항 세트를 서식 지정하는 등 출판 기능도 제공한다.
일부 문항 관리 소프트웨어는 e-평가 제공이나 "버블" 답안지 처리와 같은 시험 관리 기능도 제공한다.

## 예시
인도에서 널리 사용되는 문제 은행은 오스왈(Oswaal) 문제 은행으로, 인도 중앙 중등교육 위원회(CBSE), CISCE, 예비 대학 과정(State Board), 공동입학시험(JEE), NEET, CLAT, CUET 등 모든 인도 교육청 및 경쟁 시험을 다룬다.